# Накрёпок
Накрёпок — русский пирог с кашей (гречневой, овсяной или рисовой), поверху закреплён тонкими ломтиками солёной красной рыбы и тестом.
Западнорусское, обозначает русские пироги с кашей, в основном распространено в Псковской и Тверской областях.
Произошло от особого способа приготовления начинки, называемой «накрёпка». От названия данного пирога и произошло существительное «накрёпа», означающее — обжора, любитель вкусных пирогов.
Для приготовления накрёпка используется сдобное дрожжевое тесто. На раскатанное тесто выкладывается слоями начинка из рассыпчатой каши, солёной рыбы и лука. Верх пирога плотно прикрывается тестом и ставится в печь.